# رجبعلی تبریزی
رجبعلی تبریزی (درگذشت ۱۰۸۰ قمری/۱۰۴۸ خورشیدی) عارف و حکیم شیعی قرن یازدهم بود. وی در نزد شاه عباس دوم و شاه سلیمان صفوی جایگاه ویژه‌ای پیدا کرده‌بود؛ به‌طوری‌که شاه عباس برای دیدار با رجبعلی، خودش به خانهٔ وی می‌رفت و با او ملاقات می‌نمود. میرفندرسکی و میرداماد را از اساتید او برشمرده اند. پس از کسب درجه اجتهاد در بغداد، به ریاضت و تزکیه نفس روی آورد. نظریات او را موافق با مکتب مشایی و نزدیک با مذهب اسماعیلیه و معتزله دانسته اند. او یکی از مهم‌ترین نظریه پردازان الاهیات تنزیهی در فلسفه شیعی است. وی از جایگاه ویژه‌ای نزد مردم و دولتمردان برخوردار بود.
رجبعلی در مدرسهٔ شیخ لطف‌الله مشغول به تحصیل شد و به‌دلیل هوش و ذکاوت بالا، در طی چند سال مشهور گشت و مورد احترام همگان قرار گرفت. از شاگردان وی می‌توان به «امیر قوام‌الدین محمد اصفهانی»، «قاضی سعید قمی»، «محمدحسین سعید قمی»، «محمدرفیع پیرزاده»، «ملا محمد تنکابنی» و «ملا محمد شفیع اصفهانی» اشاره کرد.
آثار متعددی از رجبعلی برجای مانده که «اثبات واجب»، «الاصول الاصفیه»، «المعارف الالهیه»، «دیوان واحد تبریزی»، «تفسیر آیةالکرسی» و «کتاب فی الحکمه» از مهم‌ترین آن‌ها هستند.
رأی مشهور رجبعلی تبریزی، اعتقاد او به اشتراک لفظی وجود است، به این معنا که واجب‌الوجود و ممکنات در اطلاق لفظ «وجود» بر آن‌ها اشتراک لفظی دارند. وی قائل به اصالت ماهیت بوده‌است و ترکیب وجود و ماهیت را انضمامی می‌دانسته‌است. تبریزی حرکت در جوهر و وجود ذهنی و عینیت ذات و صفات خداوند را انکار کرده‌است.
تبریزی را از فیلسوفان بزرگ سده یازدهم هجری و نیز متکلم و فقیهی به‌شمار آورده‌اند که بیش از معاصران خود در فلسفه ژرف‌اندیشی کرده و بسیار متأثر از معتزله بوده‌است. طریق تفکر او با سنت اشراقی پیش از وی متفاوت بوده‌است و نیز مخالف ملاصدرا در مبحث اصالت و اشتراک معنوی وجود به‌شمار می‌آید. اندیشه‌های او حوزهٔ مستقلی را تشکیل داد که می‌توان از آن با عنوان «جریان» یا «مکتب» رجبعلی تبریزی یاد کرد.